# Tippe Lumbye

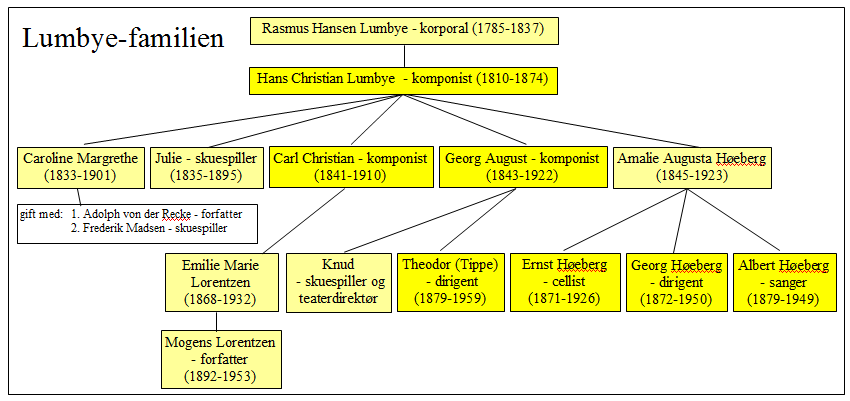
Genealogie van de familie Lumbye

Theodor (Tippe) Valdemar Alfred Lumbye (Stockholm, 27 november 1879 – 3 mei 1959) was een Deens componist, dirigent en citerspeler. Hij was een zoon van het echtpaar Georg Lumbye, eveneens componist en dirigent, en Nina Wendrich. Ook zijn oom Carl Lumbye en zijn grootvader Hans Christian Lumbye, de componist van de bekende Champagne galop, waren componisten en dirigenten. Zijn broer was de schrijver Knud Lumbye.

## Levensloop
Lumbye werd binnen het gezin, maar ook later als componist uitsluitend met Tippe vernoemd; het was de voornaam van de eigenaar van het "Blanchs Kafé" in Stockholm, waar zijn vader toen dirigent van het concertorkest was. Hij poogde eerst acteur te worden en had een auditie in het Koninklijk Theater. Toen de poging mislukte vestigde hij zich op het zijn van een persfotograaf. Maar toen waren de kranten nog altijd niet uitgerust met foto's, dus hij kon zijn foto's slechts aan tijdschriften en magazines verkopen. Dat bracht ook niet veel op. Hij was en moest zelfvoorzienend zijn, toen zijn vader Georg Lumbye op relatief jonge leeftijd zo depressief was, dat hij de rest van zijn leven in psychiatrische ziekenhuizen verbleef. Een overgang beleefd Tippe in Parijs, maar hij verscheen als gastdirigent in cafés ook in Duitsland. Hij keerde terug om eindelijk gebruik te maken van de naam Lumbye en zijn muzikaal talent. Hij was jarenlang dirigent van het orkest dat in het restaurant Wivel concerteerde, later Wivex genoemd.
Later werd samen met zijn vrouw Aase eigenaar van het populaire restaurant "Grøften" binnen het Kopenhagense attractiepark Tivoli. In de Tivoli verscheen hij meerdere malen als gastdirigent met het bekende Tivolis Koncertsals Orkester, dat door zijn grootvader in 1843 was opgericht. Met dit orkest nam hij ook een aantal werken van zijn grootvader op cd op.
Tippe Lumbye was ook als componist werkzaam. Hij was ook auteur van de autobiografie I Familie med Tivoli, Blade af en glad Københavners Dagbog, die in 1942 gepubliceerd werd.
Hij huwde op 12 maart 1936 met Aase Jacobsen.

## Composities

### Werken voor harmonieorkest
- 1913 Fennia Marche voor harmonieorkest

### Vocale muziek

#### Liederen
- 1914 Mormoders Drøm, voor zangstem en piano - tekst: C. Arctander
- 1915 Gudumlund, voor zangstem en piano - tekst: Knud Lumbye
- Amager-Sang, voor zangstem en piano - tekst: Axel Breidahl
- Sommerrejsen 1912 - dramatisk Udflugt, in 3 afdelingen voor zangstem en piano (samen met: P.Th. Wallin) - tekst: Christian Flor, Chr. Hjorth-Clausen

### Werken voor piano
- 1907 Islænder Rheinlander
- 1908 Dansk Patrulje
- 1908 Molbo-Valsen
- 1909 En til af samme Slags!
- 1909 Valby-Englænderen, schottisch
- 1912 Impressionist Vals
- 1912 Les deux Soeurs
- 1913 Fennia Marche
- 1914 Laboremus - Vals
- Stor-København - musikalsk potpourri

## Publicaties
- I Familie med Tivoli, Blade af en glad Københavners Dagbog, Chr. Erichsens Forlag, 1942. 156 p.